# Санкин, Борис Сергеевич
Бори́с Серге́евич Са́нкин (р. 15 февраля 1937 года, Москва) — советский и российский балетмейстер, танцовщик. Народный артист РСФСР (1985). Руководитель ансамбля танца «Ритмы планеты». Профессор, художественный руководитель (до ноября 2014 г. - декан) факультета хореографии Московского государственного института культуры (МГУКИ).

## Биография
Борис Сергеевич Санкин родился 15 февраля 1937 года в Москве в семье потомственных цыганских артистов из династии петербургских хоровых цыган — Ильинских.
Окончил училище Большого театра. Затем закончил Московский Государственный институт культуры, получил диплом режиссёра-балетмейстера.
Был солистом Государственного академического ансамбля народного танца под руководством Игоря Моисеева, главным балетмейстером Московского мюзик-холла.
С 1977 года организатор, балетмейстер и художественный руководитель ансамбля танца «Ритмы планеты».
Профессор, художественный руководитель (до ноября 2014 г. - декан) хореографического факультета Московского государственного университета культуры и искусств, а также зав. кафедрой «Танцев народов мира и современной хореографии».
В 1981 году ансамбль под его руководством принял участие в съёмках фильма «Бедная Маша», а также в кинофильме «Карнавал» (реж. Т. Лиознова).
В 1986 году в художественном фильме «Путешествие мсье Перришона» сыграл роль мсье Пинкля.
В 2010 году коллектив участвует в постановке спектакля театра «Ромэн» «Ослеплённые» Э. Эгадзе.
Член жюри Международного фестиваля-конкурса «Русские сезоны — Хрустальная Пирамида».

## Семейная династия
Отец - Сергей Санкин — известный в 30-40 годы цыганский танцор, русский по национальности.
Мать - Зинаида Николаевна Ильинская — известная в 40-50 годы цыганская танцовщица, в годы Великой Отечественной войны — участница концертных фронтовых бригад, 1988—1995 — руководитель ансамбля «Бахталэ рома».
Жена - Андреева Наталья Юрьевна — заслуженная артистка России, профессор МГУКИ, заведующая кафедрой танцев народов мира и современной хореографии, в прошлом — ведущая солистка ансамбля «Ритмы планеты».
Первой супругой Бориса Санкина была Мира Кольцова — народная артистка СССР, России, Украины и Северной Осетии-Алании, художественный руководитель Государственного Академического хореографического ансамбля «Берёзка» Управления делами Президента РФ .
Дети: сыновья — Филипп Кольцов, член Союза композиторов РФ, и Антон, дочери — старшая Анастасия и младшая Екатерина, певица и актриса театра «Ромэн».
Сестра — Галина Сергеевна Хомякова (Санкина) — актриса театра «Ромэн», затем певица в ВИА «Джанг» п/р Николая Эрдэнко, с 1987 года артистка ансамбля «Бахталэ рома».
Дед Николай Ильинский и бабушка Екатерина Ильинская — потомственные артисты, жертвы геноцида цыган, заживо закопаны фашистами под Ленинградом.
Дядя Бориса Санкина — популярный эстрадный певец Вадим Козин.
Тётя - Валентина Николаевна Ильинская — плясунья, участница концертных фронтовых бригад.
Двоюродная тётя - Вера Придворова-Ильинская — танцовщица и певица.

## Награды и почётные звания
- В 1976 году удостоен почётного звания Заслуженный артист РСФСР.
- В 1985 году Борис Санкин удостоен почётного звания Народный артист РСФСР.
- В 2010 году награждён орденом Почёта[5].
- Кавалер ордена ООН «Серебряное крыло».
- Почётный профессор Парижского института джазового профессионального образования.